# 高崎まつり
高崎まつり（たかさきまつり）は、毎年8月の第1土・日に群馬県高崎市の中心街で行われる祭り。

## 概要
群馬県最大規模の祭りで、来場者は公称約70万人。花火大会・山車などの催しがある。特に初日の夜に行われる（天候不良の場合は翌日に延期）2020・21年は中止。花火大会は北関東では茨城県の土浦全国花火競技大会に次ぐ規模で種類も豊富。花火は市の中心部を流れる烏川にかかる和田橋近くで打ち上げられる。花火の打ち上げ数は1万5000発。
高崎祭りの前身は江戸時代の高崎藩主・大河内家が祀る「頼政神社の祭典」として開催。大河内家が東京に移ると同時に一時衰退。1868年に道祖神祭りとなり、1955年、高崎奉納祭、1975年に「高崎ふるさとまつり」、そして1985年に「高崎祭り」となる。2000年に、高崎市政100周年を記念して祭りを4日間催した。伝統的に受け継がれてきた山車、御輿に加えて、1954年に全国煙火競技大会（現在の花火大会）を、1984年に「技能祭」などの他に、和太鼓、雷舞、創作だるまみこし、福引、高崎阿波踊り、ステージ演奏などの市民主体の催しが行われている。
第50回の2024年は8月24日、25日に開催予定。